# Phlogiellus nebulosus
Phlogiellus nebulosus là một loài nhện trong họ Theraphosidae.
Loài này thuộc chi Phlogiellus. Phlogiellus nebulosus được William Joseph Rainbow miêu tả năm 1899.